# Dobravica, Ig
Dobravica este o localitate din comuna Ig, Slovenia, cu o populație de 141 de locuitori.